# Table des caractères Unicode/U10530
Cette page contient des caractères spéciaux ou non latins. S’ils s’affichent mal (▯, ?, etc.), consultez la page d’aide Unicode.
Table des caractères Unicode U+10530 à U+1056F.

## Aghbanien (albanien du Caucase)(Unicode 7.0)
Ces caractères sont utilisés dans l’écriture avec l’alphabet albanien (aussi appelé alphabet aghbanien ou albanien du Caucase).

### Table des caractères
| en fr   | 0 | 1 | 2 | 3 | 4 | 5 | 6 | 7 | 8 | 9 | A | B | C | D | E | F |
| ------- | - | - | - | - | - | - | - | - | - | - | - | - | - | - | - | - |
| U+10530 | 𐔰 | 𐔱 | 𐔲 | 𐔳 | 𐔴 | 𐔵 | 𐔶 | 𐔷 | 𐔸 | 𐔹 | 𐔺 | 𐔻 | 𐔼 | 𐔽 | 𐔾 | 𐔿 |
| U+10540 | 𐕀 | 𐕁 | 𐕂 | 𐕃 | 𐕄 | 𐕅 | 𐕆 | 𐕇 | 𐕈 | 𐕉 | 𐕊 | 𐕋 | 𐕌 | 𐕍 | 𐕎 | 𐕏 |
| U+10550 | 𐕐 | 𐕑 | 𐕒 | 𐕓 | 𐕔 | 𐕕 | 𐕖 | 𐕗 | 𐕘 | 𐕙 | 𐕚 | 𐕛 | 𐕜 | 𐕝 | 𐕞 | 𐕟 |
| U+10560 | 𐕠 | 𐕡 | 𐕢 | 𐕣 |   |   |   |   |   |   |   |   |   |   |   | 𐕯 |